# Station Rodange
Station Rodange is het spoorwegstation van Rodange in de gemeente Pétange in het Groothertogdom Luxemburg. Het station ligt aan de Luxemburgse lijnen 6g/h/j (Pétange - Rodange - Longuyon/Aubange/Athus).

## Treindienst
| Serie              | Treinsoort             | Route | Bijzonderheden                                                           |
| ------------------ | ---------------------- | --- | ------------------------------------------------------------------------ |
| RE 6700            | Regional-Express (CFL) | Luxemburg – Esch-sur-Alzette – Rodange                                                                        | Twee treinen per dag, niet op zondag.                                    |
| RE 6900            | Regional-Express (CFL) | Luxemburg – Esch-sur-Alzette – Rodange                                                                        | Rijdt niet op zondag.                                                    |
| P 7180RE 7100      | Piekuurtrein (NMBS)    | Virton – Rodange – Luxemburg                                                                                  | Rijdt alleen op werkdagen.                                               |
| RE 7400            | Regional-Express (CFL) | Luxemburg – Rodange                                                                                           | Rijdt alleen op werkdagen, een trein per dag.                            |
| RE 7700            | Regional-Express (CFL) | Luxemburg – Rodange                                                                                           | Rijdt alleen op werkdagen, een trein per dag.                            |
| P 7620/8620RE 8600 | Piekuurtrein (NMBS)    | [ Luxemburg – Rodange – Virton ] / [ [ Aarlen – Virton – ] / [ Dinant – ] Libramont – [ Ciney ] ]             | Een rechtstreekse trein Aarlen - Libramont. Een trein Libramont - Ciney. |
| P 7680/8680RE 8650 | Piekuurtrein (NMBS)    | [ Bertrix – Dinant ] / [ Libramont – [ Virton – ] / [ Marbehan – ] Aarlen ] / [ Athus – Rodange – Luxemburg ] | Een trein Aarlen - Virton - Libramont. Een trein Athus - Luxemburg.      |
| RE 86500           | RegionalExpress (CFL)  | Luxemburg – Rodange – Longwy                                                                                  |                                                                          |
| L 4700RB 4700      | L-trein (NMBS / CFL)   | Athus – Rodange – Luxemburg                                                                                   | Halfuursdienst met RB 5000.                                              |
| L 5050RB 5000      | L-trein (NMBS / CFL)   | Athus – Rodange – Luxemburg                                                                                   | Halfuursdienst met RB 4700.                                              |
| RB 6800            | Regionalbahn (CFL)     | Luxemburg – Esch-sur-Alzette – Rodange                                                                        |                                                                          |

CFL Lijn 6 en 6a:
Luxemburg · Luxembourg-Howald · Howald · Fentange · Berchem · Bettembourg · Noertzange · Schifflange · Esch-sur-Alzette · Belval-Université · Belval-Lycée · Belval-Rédange · Belvaux-Soleuvre · Oberkorn · Differdange · Niederkorn · Pétange · Lamadeleine · Rodange 

CFL Lijn 6b: Bettembourg · Dudelange-Burange · Dudelange-Ville · Dudelange-Centre · Dudelange-Usines · Volmerange-les-Mines

CFL Lijn 6c: Noertzange · Kayl · Tétange · Rumelange · Rumelange-Ottange

CFL Lijn 6e: Esch-sur-Alzette · La Hoehl · Audun-le-Tiche
Zie ook: CFL Lijn 1 · CFL Lijn 2 · CFL Lijn 3 · CFL Lijn 4 · CFL Lijn 5 · CFL Lijn 7
CFL Lijn 7:
Luxemburg · Hollerich · Leudelange · Dippach-Reckange · Schouweiler · Bascharage-Sanem · Pétange · Lamadeleine · Rodange
Zie ook: CFL Lijn 1 · CFL Lijn 2 · CFL Lijn 3 · CFL Lijn 4 · CFL Lijn 5 · CFL Lijn 6 · CFL Lijn 6a · CFL Lijn 6b · CFL Lijn 6c